# Matija Šarkić
Matija Sarkic (tiếng Montenegro: Матија Шаркић, đã Latinh hoá: Matija Šarkić; 23 tháng 7 năm 1997 - 15 tháng 6 năm 2024) là một thủ môn bóng đá người Montenegro.
Sarkic sinh ra tại Anh, có bố là người Montenegro và mẹ là người Anh.

## Qua đời
Vào ngày 15 tháng 6 năm 2024, Šarkić qua đời ở tuổi 26 tại căn hộ ở Budva. Šarkić được báo cáo đã bất tỉnh tại căn hộ trong chuyến thi đấu quốc tế. Xe cấp cứu được gọi tới, nhưng anh đã qua đời lúc 6:30 sáng giờ địa phương.